# Jane Eyre (film fra 1910)
 For alternative betydninger, se Jane Eyre (flertydig). (Se også artikler, som begynder med Jane Eyre)
Jane Eyre er en amerikansk stumfilm fra 1910.
Filmen er en filmatisering af Charlotte Brontës roman af samme navn fra 1847.

## Medvirkende
- Marie Eline som Jane Eyre
- Gloria Gallop som Georginia Reed
- Frank Hall Crane som Lord Rochester
- Martin Faust som Reed
- Charles Compton som John Reed